# نزیله (دهستان)
 نزیله  به عربی ( النَزیلة  )، دهستانی است در ناحیهٔ (حفاش)، در عزلهٔ (بنو النزیلی)، از اعمال بلاد المحویت، در أسفل نپهٔ (الحفاشین)، از از توابع استان مَحویت در کشور یمن در شبه جزیره عربستان. 

## جمعیت
جمعیت آن (۹۸۸ ) نفر (۲۰ خانوار) می‌باشد.

## منبع
- المقحفی، ابراهیم، احمد ، (مُعجَم المُدُن وَالقَبائِل الیَمَنِیَة) ، منشورات دار الحکمة، صنعاء، چاپ پنجم، وانتشار سال ۱۹۸۵ میلادی به (عربی).